# Outlander (Fernsehserie)
Outlander ist eine Britisch-US-amerikanische Fantasy-Fernsehserie von Ronald D. Moore und basiert auf der im Original gleichnamigen Romanserie (in Deutschland als Highland-Saga bekannt) von Diana Gabaldon. Sie handelt von einer verheirateten Frau, die durch eine in Schottland liegende Kultstätte 200 Jahre in der Zeit zurückversetzt wird und dort eine neue Liebe findet, die aufgrund zahlreicher Schwierigkeiten und Schicksalsschläge regelmäßig auf die Probe gestellt wird. Die Serie startete in den USA am 9. August 2014 beim US-amerikanischen Pay-TV-Sender Starz. In Deutschland strahlt der Pay-TV-Sender Passion die Serie seit dem 6. Januar 2015 aus. Aktuell ist sie auch auf Netflix abrufbar.

## Handlung
Die Handlung der ersten Staffel beginnt kurz nach Kriegsende im Jahr 1945. Nach ihrem Fronteinsatz als Lazarettschwester verbringt Claire Randall mit ihrem Mann Frank die zweiten Flitterwochen in Schottland. Beim Betreten eines mystischen Steinkreises wird sie in das Jahr 1743 zurückgeworfen und muss sich nun den völlig veränderten Gegebenheiten anpassen. Dabei helfen ihr ihre Geschichtskenntnisse – sowohl ihr Onkel, bei dem sie nach dem Unfalltod ihrer Eltern aufwuchs, als auch ihr Mann waren Historiker – und ihre medizinischen Fähigkeiten. Doch schon bald gerät sie auch in den Ruf, eine Hexe zu sein und wird sowohl von Schotten als auch von Engländern verdächtigt, für die jeweils andere Seite zu spionieren. Als Ausweg aus einer weiteren Notsituation heiratet sie den jungen schottischen Krieger Jamie Fraser, dem ebenfalls Gefahr durch Verfolgung, Verrat und Habgier droht. Claire steht zwischen zwei Männern und muss sich entscheiden: zwischen der Zukunft, in die sie gehört, und der Vergangenheit, in der sie lebt.
Der erste Teil der zweiten Staffel spielt in Paris im Umfeld des dort im Exil weilenden Prinzen Charles Edward Stuart, der den schottischen Jakobitenaufstand von 1745 vorbereitet. Claire kennt den für die schottische Hochlandkultur tragischen Ausgang dieses historischen Ereignisses und versucht deshalb mit Jamies Hilfe, den Lauf der Geschichte zu ändern. Im zweiten Teil der zweiten Staffel erkennen die beiden, dass ihre Bemühungen umsonst waren. Claire und Jamie können die Schlacht bei Culloden nicht verhindern. Claire ist zudem schwanger, woraufhin Jamie von ihr verlangt, zurück in ihre Zeit zu reisen, um das ungeborene Kind zu beschützen – schweren Herzens stimmt Claire zu. Sie gebiert eine Tochter, Brianna, und vereinbart mit ihrem Mann Frank zusammenzuleben und Brianna als ihre gemeinsame Tochter groß zu ziehen. Das Finale der zweiten Staffel spielt 20 Jahre später. Claire reist gemeinsam mit Brianna, mittlerweile eine erwachsene Frau, zur Beerdigung von Reverend Wakefield nach Schottland, wo Brianna und Roger, der Adoptivsohn des Reverends, einander näher kommen und Claire erfährt, dass Jamie nicht im Kampf starb.
Die dritte Staffel der US-Serie beginnt mit einem Einblick in die 20 Jahre, die Claire und Jamie voneinander getrennt gelebt haben. Claire zieht nach dem Zweiten Weltkrieg ihre Tochter Brianna gemeinsam mit ihrem Ex-Mann Frank Randall in Boston auf. Obwohl es immer wieder zu Auseinandersetzungen zwischen den beiden kommt, bleiben sie für Brianna ein Paar und erhalten den Schein der heilen Familie. Claire beginnt im Laufe der Jahre ein Medizin-Studium und wird zu einer angesehenen Chirurgin, die aber der Vergangenheit noch immer nachtrauert. Jamie überlebt unterdessen die Schlacht bei Culloden, bei der sein Erzrivale Black Jack Randall getötet wird, wird jedoch im Anschluss als Verräter im ganzen Land gesucht. Nachdem er gefasst wurde, wird er im Ardsmuir-Gefängnis inhaftiert. Dort freundet er sich mit dem britischen Offizier Lord John Grey an, dank dem er Culloden überlebt hat. Lord Grey ermöglicht Jamie eine Anstellung auf dem Anwesen Helwater, wo er sich unter anderem um die Pferde der Besitzer kümmert. In Helwater wird Jamie von der jungen, attraktiven Geneva Dunsany erpresst und zum Sex genötigt. Dabei zeugt er einen Sohn, Willie, der als Kuckuckskind dem späteren Ehemann von Geneva untergeschoben werden soll. Dieser bemerkt den Schwindel und will das neugeborene Kind in einem Wutanfall töten, wird jedoch von Jamie daran gehindert, wobei der Ehemann ums Leben kommt. Jamies Schuld wird vertuscht und er lebt weitere Jahre auf Helwater, um bei seinem Sohn zu bleiben. Als Willie älter wird und sich die beiden im Aussehen mehr und mehr ähneln, verlässt er Helwater. Jahre später – mittlerweile 20 Jahre seit dem Abschied von Claire – lebt Jamie in Edinburgh unter dem falschen Namen Alexander Malcolm und führt eine Druckerei. Als Claire das im Jahre 1968 herausfindet, verlässt sie ihre Tochter Brianna, um erneut in die Vergangenheit zu reisen und Jamie wiederzusehen. Beim Wiedersehen sind beide von Gefühlen überwältigt, die Liebe zueinander ist nicht erloschen. Sie tauschen Neuigkeiten aus. Jamie muss Claire damit konfrontieren, dass er sich mit Laoghaire in einer zerrütteten Ehe befindet, welche aber durch die Ankunft seiner ersten Ehefrau Claire ungültig geworden ist. Als Ersatz fordert Laoghaire eine hohe Geldsumme, die Jamie durch einen Schatz bereitstellen will. Als Jamies Neffe bei dem Versuch den Schatz zu bergen, entführt wird, folgen Jamie und Claire dem Entführerschiff nach Jamaika. Auf der Rückreise gerät ihr Schiff in einen Sturm und die beiden stranden an der amerikanischen Küste.
In der 4. Staffel beschließen Claire und Jamie, nicht nach Schottland zurückzufahren, sondern in Amerika ein neues Leben zu beginnen. Sie lassen sich in North Carolina nieder, wo Jamie vom englischen Gouverneur ein großes Grundstück zur Bewirtschaftung erhält. Währenddessen im Jahr 1968 stellt Roger Brianna einen Heiratsantrag, den sie jedoch vorerst nicht annimmt, woraufhin beide sich im Streit trennen. Sie erfährt anschließend von einem Unglück, das Claire und Jamie in der Vergangenheit zustoßen wird, und beschließt, wie ihre Mutter Claire, durch die Steine in Schottland in die Vergangenheit zu reisen und sie zu warnen. Roger erfährt davon und folgt ihr. Roger und Brianna begegnen sich schließlich in North Carolina und versöhnen sich wieder, wobei Brianna Rogers Heiratsantrag nun doch annimmt, um sich anschließend nach einem Beischlaf wieder zu zerstreiten. Roger muss die Stadt aufgrund einer versprochenen Arbeitsleistung verlassen. Bei der Rückkehr wird er aufgrund eines Irrtums an Indianer verkauft und von ihnen festgehalten. Brianna wird währenddessen in einer Bar von Stephen Bonnet, einem Kriminellen, vergewaltigt. Anschließend trifft sie auf ihre Eltern, Jamie und Claire, und bleibt bei ihnen und Tante Jocasta. Claire beichtet sie, dass sie schwanger sei, wobei unklar sei, ob das Kind von Roger oder dem Vergewaltiger Stephen stammt. Sie gebiert schließlich das Kind und versöhnt sich am Ende wieder mit Roger, der von den Indianern befreit wurde.
Die 5. Staffel beginnt mit Briannas und Rogers kirchlicher Hochzeit. Beide haben sich zwar einigermaßen auf Jamies Anwesen eingelebt, beschließen aber aufgrund der unsicheren Lage zum Wohle ihres Sohnes wieder durch die Steine in die Zukunft zurückzureisen, was ihnen jedoch überraschenderweise nicht gelingt. So wird ihnen klar, dass sie doch in der Vergangenheit bleiben wollen. Jamie wird vom englischen Gouverneur gedrängt, an der Seite der englischen Krone gegen die Regulatoren zu kämpfen. Er gibt nur widerwillig nach, da sich unter ihnen auch Schotten befinden. Schließlich kommt es zur Schlacht von Alamance. Am Ende der Staffel wird Claire entführt und im Wald von mehreren Männern vergewaltigt. Die Männer werden anschließend alle von Jamie und seinen Anhängern getötet. Auch Stephen Bonnet, der Vergewaltiger Briannas, wird ausfindig gemacht und schließlich von ihr selber getötet.

## Produktion
Im Juni 2013 kündigte der US-amerikanische Pay-TV-Sender Starz an, dass er eine 16-teilige Serie aus dem ersten Buch der Saga ausstrahlen wird. Die Produktion durch Ronald D. Moore startete im Oktober 2013. Die Autorin Diana Gabaldon steht als Ratgeberin zur Verfügung, und wird, genau wie Ronald D. Moore, eine kleine Cameo-Rolle in der Serie haben.
Am 9. Juli 2013 wurde bekannt, dass Sam Heughan die Rolle der Hauptfigur Jamie Fraser besetzen würde, danach folgte am 8. August Tobias Menzies für die Doppelrolle Frank/Black Jack Randall. Am 4. September wurden die Rollen der MacKenzie-Brüder Colum und Dougal mit Gary Lewis und Graham McTavish besetzt. Das irische Model Caitriona Balfe wurde am 11. September 2013 für die Rolle der Hauptfigur Claire Randall ausgewählt.
Die Dreharbeiten fanden von Oktober 2013 bis August 2014 in den Wardpark Studios in Cumbernauld bei Glasgow statt. Die Musik für Outlander komponiert Bear McCreary, der bereits bei Battlestar Galactica mit Moore zusammenarbeitete. Die Titelmusik des Vorspanns Skye Boat Song wurde von McCreary neu gecovert und von seiner Ehefrau Raya Yarbrough gesanglich begleitet. Im Oktober 2017 haben die Dreharbeiten für die vierte Staffel in Schottland begonnen. Die Ausstrahlung erfolgte im November 2018. Im April 2019 begannen die Dreharbeiten für die fünfte Staffel, deren Erstausstrahlung am 16. Februar 2020 erfolgte. Im Juni 2020 wurde bekanntgegeben, dass sich die Dreharbeiten für die sechste Staffel aufgrund der COVID-19-Pandemie auf den Herbst 2020 verschieben. Im März 2021 wurde eine siebte Staffel in Auftrag gegeben. Im Januar 2023 wurde eine achte Staffel bestellt, mit der die Serie enden wird.

## Besetzung und Synchronisation
Die deutschsprachige Synchronisation entsteht bei der Scalamedia. Christian Weygand schreibt zusammen mit Timo R. Schouren die Dialogbücher und führt die Dialogregie.
| Rolle                                                | Schauspieler               | Bild                | Staffeln | Synchronsprecher                                        |
| ---------------------------------------------------- | -------------------------- | ------------------- | -------- | ------------------------------------------------------- |
| Claire Elizabeth Beauchamp Randall/Fraser            | Caitriona Balfe            | Caitriona Balfe     | 1–       | Claudia Lössl                                           |
| James „Jamie“ Alexander Malcolm MacKenzie Fraser     | Sam Heughan                | Sam Heughan         | 1–       | Johannes Raspe                                          |
| Frank Randall                                        | Tobias Menzies             | Tobias Menzies      | 1–4      | Christian Weygand                                       |
| Jonathan „Black Jack“ Randall                        | Tobias Menzies             | Tobias Menzies      | 1–4      | Christian Weygand                                       |
| Brianna „Bree“ Randall/MacKenzie Fraser              | Sophie Skelton             | Sophie Skelton      | 2–       | Laura Maire (Staffel 2–3) Shandra Schadt (ab Staffel 4) |
| Roger Wakefield/MacKenzie                            | Richard Rankin             | Richard Rankin      | 2–       | Max Felder                                              |
| „Fergus“ Claudel Fraser                              | César Domboy               | César Domboy        | 3–       | Felix Mayer                                             |
| Murtagh FitzGibbons Fraser                           | Duncan Lacroix             |                     | 1–5      | Kai Taschner                                            |
| Rupert MacKenzie                                     | Grant O’Rourke             |                     | 1–3      | Alexander Brem                                          |
| Janet „Jenny“ Fraser Murray                          | Laura Donnelly             | Laura Donnelly      | 1–3      | Marieke Oeffinger                                       |
| Geillis Duncan/Gillian Edgars                        | Lotte Verbeek              | Lotte Verbeek       | 1–3      | Tatjana Pokorny                                         |
| Laoghaire MacKenzie                                  | Nell Hudson                | Nell Hudson         | 1–4      | Patricia Strasburger                                    |
| Ian Murray                                           | Steven Cree                | Steven Cree         | 1–4, 7   | Hubertus von Lerchenfeld                                |
| Hugh Munro                                           | Simon Meacock              |                     | 1–2      | Matthias Kupfer                                         |
| Glenna FitzGibbons                                   | Annette Badland            | Annette Badland     | 1        | Uschi Wolff                                             |
| Ned Gowan                                            | Bill Paterson              | Bill Paterson       | 1, 3     | Erich Ludwig                                            |
| Hamish MacKenzie                                     | Roderick Gilkison          |                     | 1        | Louis Eitner                                            |
| Taran MacQuarrie                                     | Douglas Henshall           | Douglas Henshall    | 1        | Matthias Kupfer                                         |
| Brian Fraser                                         | Andrew Whipp               |                     | 1        | Andreas Neumann                                         |
| Mrs. Graham                                          | Tracey Wilkinson           |                     | 1        | Bettina Kenter                                          |
| Dougal MacKenzie                                     | Graham McTavish            | Graham McTavish     | 1–2      | Gudo Hoegel                                             |
| William Buccleigh MacKenzie                          | Graham McTavish            | Graham McTavish     | 5–       | Gudo Hoegel                                             |
| Angus Mhor                                           | Stephen Walters            | Stephen Walters     | 1–2      | Jakob Riedl                                             |
| Colum MacKenzie                                      | Gary Lewis                 | Gary Lewis          | 1–2      | Ekkehardt Belle                                         |
| Rev. Dr. Reginald Wakefield                          | James Fleet                |                     | 1–2      | Leon Rainer                                             |
| Clarence Marylebone, The Duke of Sandringham         | Simon Callow               | Simon Callow        | 1–2      | Peter Fricke                                            |
| „Fergus“ Claudel Fraser (als Kind)                   | Romann Berrux              |                     | 2–3      | Alexandros Chlupsa                                      |
| Roger Wakefield/MacKenzie (als Kind)                 | Rory Burns                 |                     | 1–2      |                                                         |
| Brianna „Bree“ Randall/MacKenzie Fraser (als Kind)   | Niamh Elwell               |                     | 2        | Helena Raspe                                            |
| Brianna „Bree“ Randall/MacKenzie Fraser (8–10 Jahre) | Gemma Fray                 |                     | 3        | Kerstin Dietrich                                        |
| Lord John William Grey                               | Oscar Kennedy              |                     | 2        | Benjamin Weygand                                        |
| Lord John William Grey                               | David Berry                |                     | 3–       | Patrick Roche                                           |
| Comte de Saint-Germain                               | Stanley Weber              | Stanley Weber       | 2        | Markus Pfeiffer                                         |
| Charles Edward Stuart                                | Andrew Gower               | Andrew Gower        | 2        | Benedikt Gutjan                                         |
| Ludwig XV.                                           | Lionel Lingelser           |                     | 2        | Julian Manuel                                           |
| Mutter Hildegarde                                    | Frances de la Tour         | Frances de la Tour  | 2        | France Arnaud                                           |
| Simon Fraser, 11. Lord Lovat                         | Clive Russell              | Clive Russel        | 2        | Holger Schwiers                                         |
| Simon Fraser, Master of Lovat                        | James Parris               |                     | 2        | Felix Mayer                                             |
| Louise de Rohan                                      | Claire Sermonne            |                     | 2        | Elisabeth von Koch                                      |
| Mary Hawkins                                         | Rosie Day                  | Rosie Day           | 2        | Paulina Rümmelein                                       |
| Alex Randall                                         | Laurence Dobiesz           |                     | 2        | Tim Schwarzmaier                                        |
| Master Raymond                                       | Dominique Pinon            | Dominique Pinon     | 2        | Étienne Gillig                                          |
| Jared Fraser                                         | Robert Cavanah             |                     | 2        | Mike Carl                                               |
| Marsali MacKimmie Fraser                             | Lauren Lyle                | Lauren Lyle         | 3–       | Leslie-Vanessa Lill                                     |
| Ian Murray jr.                                       | John Bell                  | John Bell           | 3–       | Benjamin Krause                                         |
| Lord Hal Melton                                      | Sam Hoare                  |                     | 3–       | Oliver Scheffel                                         |
| Joe Abernathy                                        | Wil Johnson                |                     | 3, 5     | Walter von Hauff                                        |
| Geneva Dunsany                                       | Hannah James               |                     | 3        | Katharina Schwarzmaier                                  |
| Isobel Dunsany                                       | Tanya Reynolds             |                     | 3        | Janina Dietz                                            |
| Lizzie Wemyss                                        | Caitlyn O’Ryan             |                     | 4–       | Regina Beckhaus                                         |
| Jocasta Cameron Innes                                | Maria Doyle Kennedy        | Maria Doyle Kennedy | 4–       | Isabella Grothe                                         |
| Stephen Bonnet                                       | Ed Speleers                | Ed Speleers         | 4–5      | Leonard Hohm                                            |
| Josiah „Jo“ Beardsley                                | Paul Gorman                |                     | 5–       | Benjamin Weygand                                        |
| Keziah „Kezzie“ Beardsley                            | Paul Gorman                |                     | 5–       | Benjamin Weygand                                        |
| Fanny Beardsley                                      | Bronwyn James              |                     | 5–       | Carolin Hartmann                                        |
| Isaiah Morton                                        | Jon Tarcy                  |                     | 5–       | Daniel Schlauch                                         |
| Lionel Brown                                         | Ned Dennehy                | Ned Dennehy         | 5        | Robert Dölle                                            |
| Alicia Brown                                         | Anna Burnett               |                     | 5–       | Maresa Sedlmeir                                         |
| Jemmy MacKenzie                                      | Andrew Adair/Matthew Adair |                     | 5–       |                                                         |
| Germain Fraser                                       | Robin Scott                |                     | 5–       | Valentin Winkler                                        |
| Tom Christie                                         | Mark Lewis Jones           | Mark Lewis Jones    | 6–       | Christian Jungwirth                                     |
| Malva Christie                                       | Jessica Reynolds           |                     | 6–       |                                                         |
| Allan Christie                                       | Alexander Vlahos           | Alexander Vlahos    | 6–       |                                                         |

## Ausstrahlung
Im Rahmen der Comic-Con in San Diego feierte die Serie am 25. Juli 2014 mit einer Vorführung der ersten Folge Sassenach im Spreckels Theatre ihre Weltpremiere. Auch in New York wurde die Folge am 28. Juli während einer der Serie gewidmeten Veranstaltung im Kulturzentrum 92 Street Y vorgestellt.
Um kurz vor dem Serienstart noch Abonnenten anzuwerben, ermöglichte es Starz Zuschauern, Sassenach ab dem 2. August kostenlos bei verschiedenen Fernseh- und Online-Diensten anzusehen. Die ersten acht Folgen liefen vom 9. August bis zum 27. September 2014 im wöchentlichen Rhythmus auf Starz. Nach einer planmäßigen Ausstrahlungspause von einem halben Jahr wurden die restlichen acht Folgen der Staffel seit dem 4. April 2015 gezeigt. Die Ausstrahlung der zweiten Staffel fand ab dem 9. April 2016 wieder bei Starz statt.
Für Deutschland hat sich die Mediengruppe RTL Deutschland die Ausstrahlungsrechte gesichert. Die Ausstrahlung im Bezahlfernsehen begann am 6. Januar 2015 beim Sender RTL Passion (damals noch Passion). Im Free-TV lief die Ausstrahlung bei VOX vom 20. Mai 2015 bis zum 8. Juli 2015. Die zweite Staffel zeigte RTL Passion ab dem 10. April 2016 als OmU. Vom 7. September 2016 bis 19. Oktober 2016 wurde die zweite Staffel auf VOX ausgestrahlt. Die dritte Staffel wurde ab dem 11. September 2017 bei RTL Passion im Original mit Untertiteln ausgestrahlt. In der deutschen Synchronfassung war die Staffel ab dem 8. November bei VOX zu sehen. Die vierte Staffel wurde ab dem 5. November 2018 bei RTL Passion im Original mit Untertiteln ausgestrahlt. In der deutschen Synchronfassung war die Staffel ab dem 9. Januar 2019 bei VOX zu sehen. Die 5. Staffel wurde ab dem 22. Juli 2020 ausgestrahlt.

## DVD-Veröffentlichung
Die erste Staffel von Outlander wurde in Deutschland als geteilte Boxen auf DVD und Blu-ray veröffentlicht. Volume 1 (Episoden 1 bis 8) erschien am 5. Juni 2015, Volume 2 (Episoden 9 bis 16) folgte am 15. Oktober 2015. Staffel 2 von Outlander erschien im Anschluss an die Free-TV-Ausstrahlung am 20. Oktober 2016 auf DVD und Blu-ray. Am 1. September 2016 erschien die 1. Staffel der Serie erstmals komplett in einer Box, sowohl auf DVD als auch auf Blu-ray. Die komplette 3. Staffel Outlander ist am 5. März 2018 auf DVD und Blu-ray erschienen. Das Erscheinungsdatum für die 4. Staffel Outlander war der 27. Mai 2019.
Seit 17. September 2020 ist die fünfte Staffel der Serie als DVD beziehungsweise Blu-ray im Handel erhältlich.

## Kritiken
Für Julia Weigl von der Süddeutschen Zeitung halte die Serie wie die Bücher „die Balance zwischen schwülstiger Romanze und faszinierender Highlands-Mystik“. Abstriche im Tiefgang muss die Serien-Adaption bei Claires Gedanken machen, die kann sie nur über Gesicht und Off-Kommentar ausdrücken; in den Büchern sei dafür mehr Platz. Ihren Charme erhalte Outlander sich in der Synchron- ebenso wie der Originalfassung damit, dass die Schotten ohne Untertitel Gälisch sprechen, „niemand versteht etwas“.
Ursula Scheer, Frankfurter Allgemeine Zeitung, sah in der Serie „Eskapismus-Fernsehen“ mit sympathischen und deftigen Charakteren, die ordentlich gespielt werden, und einer eher dünnen Dramaturgie, die durch Ausstattung und Inszenierung kompensiert werde. Einen deutlichen Platz in der Serie und bei deren Fans nehme der Blick auf nackte Körper ein, hier im Unterschied zu Serien wie Die Tudors oder Game of Thrones aus weiblicher Perspektive auf den Mann als romantischem Liebesobjekt bzw. Schauobjekt.
Sabine Stevenson von Serienjunkies.de sieht im Auftakt von Outlander einen sorgfältigen Aufbau von Claires Hintergrundgeschichte mit guter musikalischer Untermalung. Der Übergang durch die Steine ist in Fankreisen kontrovers diskutiert worden, sei aber passend mit dem Rest der ersten Folge umgesetzt. Optisch seien die Highlands seit Highlander selten so gut und realistisch ins Bild gesetzt worden. Die Serie sei nah genug an die Bücher angelegt, auch wenn Claires Kommentare noch Selbstironie oder Witz vermissen ließen. In Summe bleibe aber noch Spielraum nach oben.